# کریم فتاح‌پور موانه
کریم فتاح‌پور موانه (زادهٔ ۱۳۳۸ در ارومیه) نمایندهٔ حوزهٔ انتخابیهٔ ارومیه در دورهٔ ششم مجلس شورای اسلامی بوده‌است.